# Hall da Fama da NASCAR

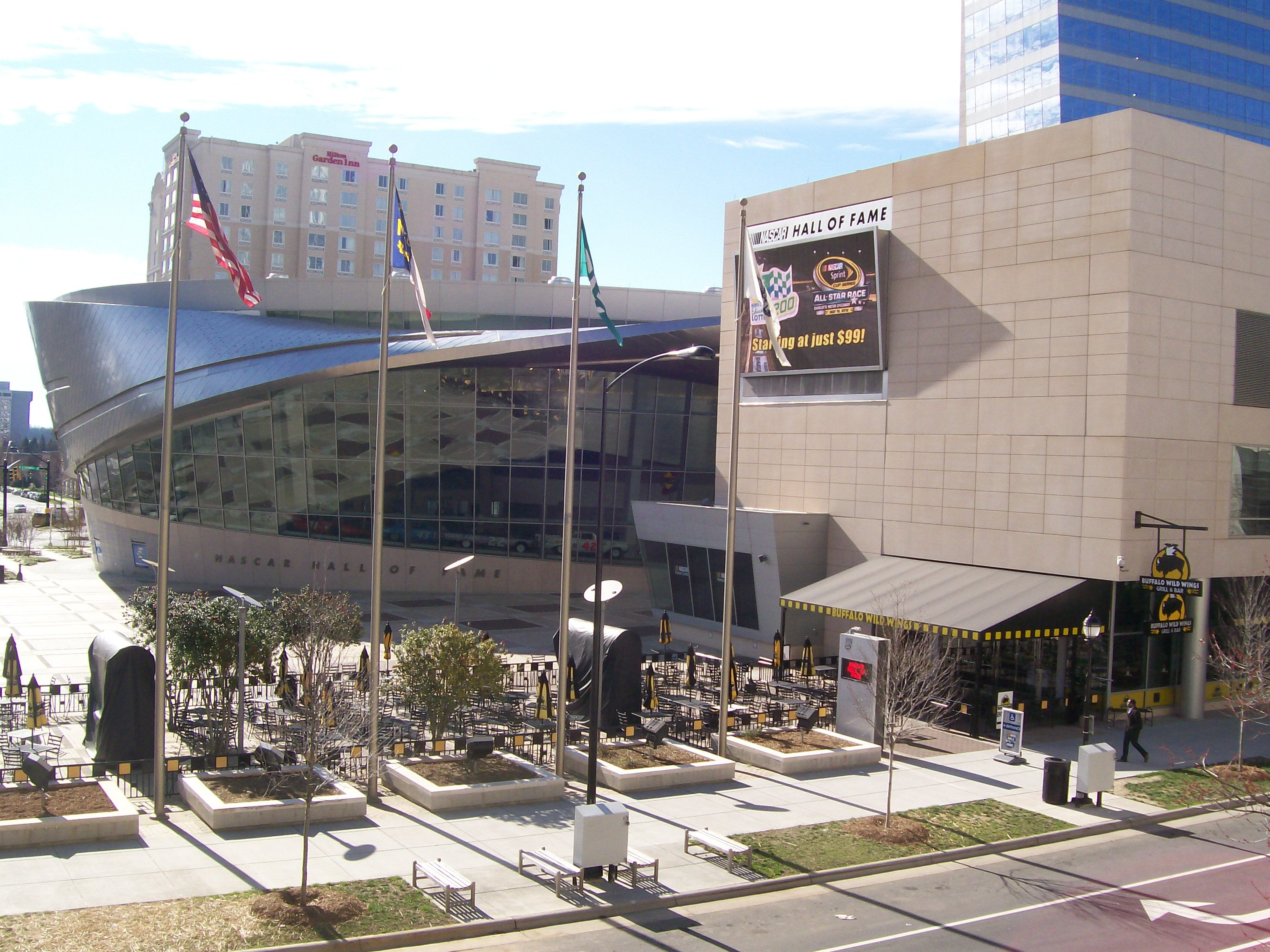
Prédio do Hall da Fama da NASCAR

O Hall da Fama da NASCAR é uma premiação de honra aos pilotos, chefes e proprietários de equipe e colaboradores que contribuíram para a NASCAR. Está sediado na sede da NASCAR em Charlotte, Carolina do Norte.

## História
O Hall da Fama foi criado em 2006 e Charlotte foi escolhido para ser o local de construção. O intuito era honrar os colaboradores do campeonato desde 1949, a competição mais famosa de stock car mundial.